# 施琅墓
施琅墓，位于中国福建省惠安县黄塘镇虎窟村，为一个省级文物保护单位，类型为古墓葬，为第三批福建省文物保护单位，公布时间为1991年4月17日。
施琅墓的历史年代为清。